# Loyalist Volunteer Force
Loyalist Volunteer Force (LVF) (hr. Lojalističke dragovoljačke snage) su lojalistička paravojna skupina u Sjevernoj Irskoj.
Skupinu su 1996. osnovali bivši članovi Ulsterske dragovoljačke brigade (UVF) u Mid-Ulsteru. Ti članovi bili su nezadovoljni obustavom vatre na koju je UVF pristao 1994.  Vođu skupine, Billyja Wrighta, ubili su članovi INLA u zatvoru Maze 27. prosinca 1997. Nekoliko tjedana poslije toga LVF i UVF ubijaju nekoliko civila katolika iz osvete za njegovo ubojstvo.
Iako je organizacija bila protiv mirovnog procesa u Sjevernoj Irskoj, LVF je odlučio u svibnju 1998. prekinuti borbena djelovanja, iako su i dalje tvrdili da su protiv mirovnog procesa. 
U prosincu 1998. LVF je bila prva paravojna skupina koja je pristala predati dio svog oružja Independent International Commission on Decommissioning (IICD). Poslije toga nisu predali ništa višde oružja.

## Sukob s UVF
LVF je bila u sukobu s UVF još kada su se od njih 1996. otcjepili. UVF objavljuje rat LVF-u jer su smatrali da je LVF kriminalna skupina i da ih treba ukloniti s lojalističke strane. Tijekom srpnja i kolovoza 2005. UVF je ubio četiri osobe za koje su tvrdili da su surađivali s LVF-om.